# Синельщиков, Юрий Петрович
Юрий Петрович Синельщиков (р. 26 сентября 1947 с. Богучарово, Алексинский район, Тульская область, СССР) — российский политический деятель, юрист, преподаватель. Депутат Государственной Думы шестого и седьмого созывов, член фракции КПРФ. Первый заместитель председателя комитета Государственной Думы по государственному строительству и законодательству.
Заслуженный юрист Российской Федерации. Член-корреспондент Российской Академии естественных наук, кандидат юридических наук, доцент кафедры уголовно-правовых дисциплин Московского городского педагогического университета.
Государственный советник юстиции III класса, Первый заместитель прокурора города Москвы с 1995 по 2003 год.
Из-за вторжения России на Украину, находится под международными санкциями Евросоюза, США, Великобритании и ряда других стран

## Биография
Родился 26 сентября 1947 года в селе Богучарово Алексинского района Тульской области.
Учился в Алексинской средней школе № 9, после которой с 1966 по 1969 год проходил срочную службу в рядах Советской Армии в группе советских войск в Германии. Участвовал в операции «Дунай», с вводом войск Организации Варшавского договора в августе 1968 года в Чехословакию. Снялся в пропагандистском фильме "Варшавский договор. Рассекреченные страницы" об указанных событиях.
Член КПСС (позже КПРФ) с 1969 года.
Учился в Харьковском юридическом институте, который с отличием окончил в 1973 году.
После окончания института работал в прокуратуре Орловской области: следователем, прокурором отдела, старшим помощником прокурора области.
В 1981 году переведен в аппарат Прокуратуры Союза ССР. В 1985 году защитил кандидатскую диссертацию по теме: «Прокурорский надзор за исполнением законодательства о народном образовании». В 1987 году назначен на должность прокурора Тушинского района города Москвы. С 1994 года – заместитель прокурора г. Москвы, а с 1995-го – первый заместитель прокурора г. Москвы.
С 2004 года - доцент кафедры уголовно-правовых дисциплин Московского городского педагогического университета, где преподаёт курсы уголовного процесса и прокурорского надзора. Организовал коллегию адвокатов «Синельщиков и партнеры».
Является председателем Совета общественной организации ветеранов прокуратуры г. Москвы.
Автор более 50 научных работ в области юриспруденции.
В декабре 2011 года избран Депутатом Государственной Думы РФ шестого созыва, а в сентябре 2016 года - седьмого созыва. Член фракции КПРФ, первый заместитель председателя комитета Государственной Думы по государственному строительству и законодательству. В Государственной Думе представляет Республику Татарстан и Ульяновскую область.
Является разработчиком и инициатором введения в Уголовный кодекс РФ статьи 280.1 - "Публичные призывы к осуществлению действий, направленных на нарушение территориальной целостности Российской Федерации". Выступает на заседаниях Государственной Думы по вопросам процессуального и уголовного законодательства, выступил более 230 раз.

## Законотворческая деятельность

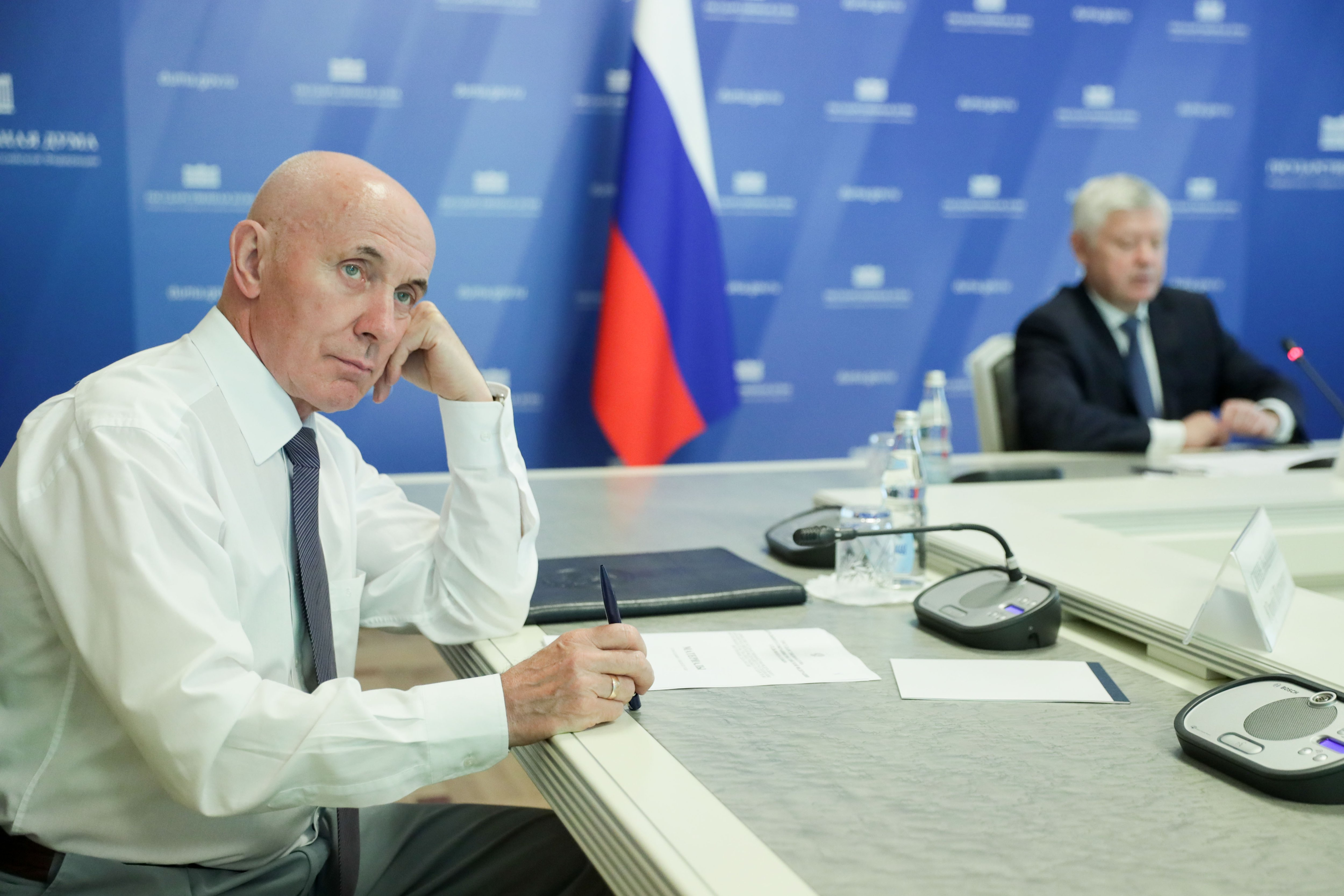
На заседании Комиссии по расследованию фактов вмешательства иностранных государств в дела России, 2021 год

С 2011 по 2019 год, в течение исполнения полномочий депутата Государственной Думы VI и VII созывов, выступил соавтором 79 законодательных инициатив и поправок к проектам федеральных законов.

## Санкции
23 февраля 2022 года, из-за признания самопровозглашённых ДНР и ЛНР, включён в санкционный список Евросоюза, так как «поддерживал и проводил действия и политику, которые подрывают территориальную целостность, суверенитет и независимость Украины, которые еще больше дестабилизируют Украину».
24 февраля 2022 года, включён в санкционный список Канады «близких соратников режима» за голосование о признании независимости «так называемых республик в Донецке и Луганске».
24 марта 2022 года, на фоне вторжения России на Украину, включен в санкционный список США за «соучастие в войне Путина» и «поддержку усилий Кремля по вторжению в Украину», Госдеп США заявил что депутаты Госдумы используют свои полномочия для преследования инакомыслящих и политических оппонентов, нарушают свободу информации, ограничивают права человека и основные свободы граждан России.
Позднее, по аналогичным основаниям, включён в санкционные списки Великобритании, Швейцарии, Австралии, Японии, Украины и Новой Зеландии.

## Награды и звания
Указом Президента РФ от 06 октября 1997 г. присвоено почетное звание «Заслуженный юрист Российской Федерации».
Распоряжением Президента РФ от 12.06.2013 награждён Почетной грамотой «За большой вклад в развитие российского парламентаризма и активную законотворческую деятельность».
Распоряжением Председателя Государственной Думы от 16 декабря 2014 награждён Почетной грамотой «За существенный вклад в развитие законодательства Российской Федерации и парламентаризма в Российской Федерации».
Приказом Генерального прокурора РФ награждён нагрудным знаком «Почетный работник прокуратуры Российской Федерации».
Приказом Генерального прокурора РФ от 10 декабря 2010 г. награждён медалью «Ветеран прокуратуры».
Приказом Генерального прокурора РФ от 25.10.2013 награждён медалью «За взаимодействие».
Приказом Генерального прокурора от 17.12.2014 награждён знаком отличия «За верность закону» I степени.
Приказом Следственного комитета Российской Федерации от 29.04.2014. награждён знаком «Почетный сотрудник Следственного комитета Российской Федерации».
Приказом Следственного комитета Российской Федерации от 29.01.2015 награждён медалью «За содействие».
Приказом Министерства юстиции Российской Федерации от 25.09.2002 награждён медалью «За усердие» I степени.
Распоряжением Патриарха Московского и Всея Руси от 21.03.2008 награждён медалью «Хранящему закон и правопорядок».
Медаль «МПА СНГ. 25 лет» (27 марта 2017 года, Межпарламентская ассамблея СНГ) — за заслуги в деле развития и укрепления парламентаризма, за вклад в развитие и совершенствование правовых основ функционирования Содружества Независимых Государств, укрепление международных связей и межпарламентского сотрудничества.
Почётная грамота правительства Российской Федерации (20 июля 2019 года) — за большой вклад в развитие российского парламентаризма и активную законотворческую деятельность.
Благодарность Правительства Российской Федерации (19 декабря 2017 года) — за заслуги в законотворческой деятельности и многолетний добросовестный труд.